# 高點 (佛羅里達州棕櫚灘縣)
高點（英語：High Point）是位於美國佛羅里達州棕櫚灘縣的一個人口普查指定地區。

## 地理
高點的座標為26°28′05″N 80°07′45″W / 26.46806°N 80.12917°W，而該地最高點為海拔高度??米（即??英尺）。

## 人口
根據2010年美國人口普查的數據，高點的面積為1.50平方千米，當中陸地面積為1.50平方千米，而水域面積為0.00平方千米。當地共有人口2191人，而人口密度為每平方千米1,460人。